# Distrito electoral de Eleven (condado de Box Butte, Nebraska)
Eleven (en inglés: Eleven Precinct) es un distrito electoral ubicado en el condado de Box Butte en el estado estadounidense de Nebraska. En el Censo de 2010 tenía una población de 9840 habitantes y una densidad poblacional de 7 personas por km².

## Geografía
Eleven se encuentra ubicado en las coordenadas 42°7′24″N 103°0′16″O / 42.12333, -103.00444. Según la Oficina del Censo de los Estados Unidos, Eleven tiene una superficie total de 1405.81 km², de la cual 1399.25 km² corresponden a tierra firme y (0.47%) 6.56 km² es agua.

## Demografía
Según el censo de 2010, había 9840 personas residiendo en Eleven. La densidad de población era de 7 hab./km². De los 9840 habitantes, Eleven estaba compuesto por el 88.6% blancos, el 0.5% eran afroamericanos, el 4.03% eran amerindios, el 0.34% eran asiáticos, el 0.02% eran isleños del Pacífico, el 3.83% eran de otras razas y el 2.68% pertenecían a dos o más razas. Del total de la población el 11.32% eran hispanos o latinos de cualquier raza.